# Фредерік Андерсен
Фредерік Андерсен (дан. Frederik Andersen; нар. 2 жовтня 1989, Гернінг) — данський хокеїст, воротар клубу НХЛ «Кароліна Гаррікейнс». Гравець збірної команди Данії.
Володар Трофею Вільяма М. Дженнінгса.

## Ігрова кар'єра
Хокейну кар'єру розпочав на батьківщині 2008 року виступами за команду «Гернінг Блю-Фокс».
У 2010 році був обраний на драфті НХЛ, під 187-м загальним номером командою «Кароліна Гаррікейнс». У 2012 році був обраний на драфті НХЛ, під 87-м загальним номером командою «Анагайм Дакс».
Захищав кольори професійних команд «Гернінг Блю-Фокс», «Фредеріксгавн Вайт Гокс», «Вестра Фрелунда», «Анагайм Дакс», «Торонто Мейпл-Ліфс», «Торонто Мерліс». Наразі ж грає за клуб НХЛ «Кароліна Гаррікейнс».
У 2016 та 2022 роках став володарем Трофею Вільяма М. Дженнінгса.
Наразі провів 485 матчів у НХЛ, включаючи 41 гру плей-оф Кубка Стенлі.
Виступав за молодіжну та дорослу збірні Данії з хокею.

## Статистика
| Сезон        | Клуб                      | Ліга         | Регулярний сезон | Регулярний сезон | Регулярний сезон | Регулярний сезон | Регулярний сезон | Регулярний сезон | Регулярний сезон | Регулярний сезон | Регулярний сезон | Плей-оф | Плей-оф | Плей-оф | Плей-оф | Плей-оф | Плей-оф | Плей-оф | Плей-оф |
| Сезон        | Клуб                      | Ліга         | І                | В                | П                | Н/OT             | Хв               | ПГ               | ІБГ              | ПГГ              | %ВК              | І       | В       | П       | Хв      | ПГ      | ІБГ     | ПГA     | %ВК     |
| ------------ | ------------------------- | ------------ | ---------------- | ---------------- | ---------------- | ---------------- | ---------------- | ---------------- | ---------------- | ---------------- | ---------------- | ------- | ------- | ------- | ------- | ------- | ------- | ------- | ------- |
| 2008–09      | «Гернінг Блю Фокс»        | Данія        | 22               | —                | —                | —                | 1178             | 44               | 0                | 2.45             | .922             | —       | —       | —       | —       | —       | —       | —       | —       |
| 2009–10      | «Фредеріксгавн Вайт Гокс» | Данія        | 30               | —                | —                | —                | 1753             | 64               | 0                | 2.19             | .932             | 10      | —       | —       | —       | —       | —       | 2.86    | .925    |
| 2010–11      | «Фредеріксгавн Вайт Гокс» | Данія        | 35               | —                | —                | —                | —                | —                | —                | 2.49             | .920             | 11      | —       | —       | —       | —       | —       | 1.98    | .942    |
| 2011–12      | «Вестра Фрелунда»         | ШХЛ          | 39               | 20               | 12               | 6                | 2332             | 63               | 8                | 1.62             | .943             | 6       | 2       | 4       | 379     | 17      | 0       | 2.69    | .911    |
| 2012–13      | «Норкфолк Едміралс»       | АХЛ          | 47               | 24               | 18               | 1                | 2685             | 98               | 4                | 2.19             | .929             | —       | —       | —       | —       | —       | —       | —       | —       |
| 2013–14      | «Норкфолк Едміралс»       | АХЛ          | 4                | 3                | 1                | 0                | 245              | 8                | 1                | 1.96             | .939             | —       | —       | —       | —       | —       | —       | —       | —       |
| 2013–14      | «Анагайм Дакс»            | НХЛ          | 28               | 20               | 5                | 0                | 1569             | 60               | 0                | 2.29             | .923             | 7       | 3       | 2       | 368     | 19      | 0       | 3.10    | .899    |
| 2014–15      | «Анагайм Дакс»            | НХЛ          | 54               | 35               | 12               | 5                | 3106             | 123              | 3                | 2.38             | .914             | 16      | 11      | 5       | 1050    | 41      | 1       | 2.34    | .913    |
| 2015–16      | «Анагайм Дакс»            | НХЛ          | 43               | 22               | 9                | 4                | 2286             | 88               | 3                | 2.30             | .919             | 5       | 3       | 2       | 297     | 7       | 1       | 1.41    | .947    |
| 2016–17      | «Торонто Мейпл-Ліфс»      | НХЛ          | 66               | 33               | 16               | 14               | 3800             | 169              | 4                | 2.67             | .918             | 6       | 2       | 4       | 403     | 18      | 0       | 2.68    | .915    |
| Усього в НХЛ | Усього в НХЛ              | Усього в НХЛ | 191              | 110              | 42               | 26               | 10,773           | 440              | 10               | 2.45             | .918             | 34      | 19      | 13      | 2,118   | 85      | 2       | 2.41    | .915    |